# Gmina Ostrów Mazowiecka
Gmina Ostrów Mazowiecka là một gmina nông thôn (quận hành chính) ở huyện Ostrów Mazowiecka, Masovian Voivodeship, ở miền đông trung bộ Ba Lan. Vị trí bầu cử của nó là thị trấn Ostrów Mazowiecka, mặc dù thị trấn không phải là một phần của lãnh thổ của gmina.
Gmina có diện tích 283,71 kilômét vuông (109,5 dặm vuông Anh) và tính đến năm 2006, tổng dân số của nó là 12.654 (12.978 vào năm 2013).

## Làng
Gmina Ostrów Mazowiecka chứa các làng và các khu định cư Antoniewo, Biel, Budy-Grudzie, Dybki, Fidury, Guty-Bujno, Jasienica, Jelenie, Jelonki, Kalinowo, Kalinowo-Parcele, Komorowo, Nagoszewka Druga, Nagoszewka Pierwsza, Nagoszewo, Nieskórz, Nowa Grabownica, Nowa Osuchowa, Nowe Lubiejewo, Pałapus Szlachecki, Pałapus Włościański, Podborze, Pólki, Popielarnia, Prosienica, Przyjmy, Rogóźnia, Sielc, Smolechy, Stara Grabownica, Stara Osuchowa, Stare Lubiejewo, Stok, sulecin-Kolonia, Ugniewo, Wiśniewo, Zakrzewek và Zalesie.

## Gmina lân cận
Gmina Ostrów Mazowiecka giáp với thị trấn Ostrów Mazowiecka và bởi gminas của Andrzejewo, Brańszczyk, Brok, Czerwin, Długosiodło, Małkinia Gorna, Stary Lubotyń, Szumowo, Wąsewo và Zaręby Kościelne.